# Stanisław Walknowski
Stanisław Walknowski (Walichnowski) herbu Wieruszowa (zm. w 1708 roku) – kasztelan wieluński w latach 1703-1707, wojski wieluński w latach 167-1704, surogator ostrzeszowski.
Sędzia kapturowy sądu grodzkiego kaliskiego w 1696 roku.